# 迪克·德賓
理查·約瑟夫·「迪克」·德賓（英語：Richard Joseph "Dick" Durbin；1944年11月21日—）是一位美國律師和政治家，自1997年起擔任美國伊利諾州聯邦參議員。身為民主黨黨員，德賓已進入第五屆參議院任期，自2005年起擔任參議院民主黨黨鞭（民主黨在參議院領導層中的第二高職位），並自2025年起擔任參議院少數黨黨鞭。他在2021年至2025年間擔任參議院司法委員會主席，並領導了凯坦吉·布朗·杰克逊最高法院提名聽證會。
德賓出生於伊利諾州東聖路易斯市，畢業於乔治城大学外交學院和喬治城大學法律中心。在大部分的1970年代德賓任職為州法律顧問，1978年競選伊利諾州副州長但沒有當選。1982年當選以春田市為主的伊利諾州第二十國會選區聯邦眾議員。1996年以預料外的15%差距，成功當選伊利諾州的聯邦參議員。
在擔任七屆眾議員之後，德賓於1996年當選為美國聯邦參議員，並於2002年、2008年、2014年和2020年連任。自2005年起，他一直擔任參議院民主黨黨鞭，先後協助同黨參議院領袖哈里·里德、查克·舒默的領導；在此期間，他曾在參議院兩度擔任多數黨黨鞭（2007年至2015年、2021年至2025年），以及三次擔任少數黨黨鞭（2005年至2007年、2015年至2021年、2025年至今）。截至2024年，德賓是美國歷史上任期最長的參議院黨鞭，亦是伊利諾伊州國會代表團團長。

## 生平
德賓出生於伊利諾州東聖路易斯市，畢業於乔治城大学外交學院和喬治城大學法律中心。在大部分的1970年代德賓任職為州法律顧問，1978年競選伊利諾州副州長但沒有當選。1982年當選以春田市為主的伊利諾州第二十國會選區聯邦眾議員。1996年以預料外的15%差距，成功當選伊利諾州的聯邦參議員。自2005年起德賓在參議院開始擔任民主黨的黨鞭。

## 延伸閱讀
- Background and collected news at The Washington Post
- 美國國會國家人物傳記大辭典中的傳記
- 由華盛頓郵報維護的投票記錄
- 智慧投票计划中的傳記、投票紀錄及利益集團評級
- Congressional profile at GovTrack
- Congressional profile at OpenCongress
- Issue positions and quotes at On the Issues
- Financial information at OpenSecrets.org
- Staff salaries, trips and personal finance at LegiStorm.com
- 聯邦選舉委員會中的競選財務報告和數據
- Appearances on C-SPAN programs
- 查理·羅斯訪談錄上的出場
- 網路電影資料庫上的亮相頁面
- Collected news and commentary at The New York Times
- Works by or about 迪克·德賓 in libraries (WorldCat catalog)
- Profile at Ballotpedia

## 外部連結
- 迪克·德賓 （页面存档备份，存于）參議院官方網站
- 迪克·德賓參議員競選網站 （页面存档备份，存于）
- 中的“迪克·德賓”

| 美国众议院             | 美国众议院 | 美国众议院             |
| ---------------------- | --- | ---------------------- |
| 前任者： 保羅·芬德利   | 伊利諾伊州第二十國會選區 眾議院議員 1983年－1997年                                                                                      | 繼任者： 約翰·希姆庫斯 |
| 政党职务               | |                        |
| 前任者： 保羅·賽門     | 美國參議員伊利諾伊州民主黨被提名人 （第2類） 1996年、2002年、 2008年、2014年、2020年                                                    | 最新的                 |
| 前任者： 哈里·瑞德     | 參議院民主黨黨鞭 2005年－ | 現任                   |
| 美国参议院             | |                        |
| 前任者： 保羅·賽門     | 伊利诺伊州第2類參議員 1997年－ 與卡萝尔·莫斯利·布朗 → 彼得·菲茨傑拉德 → 巴拉克·奧巴馬 → 羅蘭·伯里斯 → 马克·科克 → 谭美·达克沃斯同時在任 | 現任                   |
| 前任者： 哈里·瑞德     | 參議院少數黨黨鞭 2005年－2007年 | 繼任者： 特倫特·洛特   |
| 前任者： 米奇·麥康諾   | 參議院多數黨黨鞭 2007年－2015年 | 繼任者： 約翰·康寧     |
| 前任者： 約翰·康寧     | 參議院少數黨黨鞭 2015年－2021年 | 繼任者： 約翰·圖恩     |
| 前任者： 林賽·格雷厄姆 | 参议院司法委员会主席 2021年－2025年 | 繼任者： 查克·葛雷斯利 |
| 前任者： 約翰·圖恩     | 參議院多數黨黨鞭 2021年－2025年 | 繼任者： 約翰·巴拉索   |
| 前任者： 約翰·圖恩     | 參議院少數黨黨鞭 2025年－ | 現任                   |
| 美國排位名單           | |                        |
| 前任者： 榮·懷登       | 美國參議員資歷 第5位 | 繼任者： 杰克·里德     |